# أحمد ديالو
أحمد ديالو هو لاعب كرة قدم غيني في مركز الوسط، ولد في 21 يونيو 1994 في باريس في فرنسا. لعب مع سيركل بروج.

## وصلات خارجية
- أحمد ديالو على موقع قاعدة بيانات كرة القدم.إي يو (الإنجليزية)
- أحمد ديالو على موقع Soccerway.com (الإنجليزية)